# Valeria (telenovela)
Valeria es una telenovela estadounidense producida por Venevisión International en 2009, para las cadenas Univision y Venevisión grabada en Miami, Estados Unidos.
Protagonizada por Alejandra Lazcano y Jorge Reyes, cuenta con las participaciones antagónicas de Carolina Tejera, Fernando Carrera, Ivonne Montero, Julián Gil e Ivelín Giro y con las actuaciones estelares de Bobby Larios, Leonardo Daniel, Mara Croatto, Flavio Caballero, Jorge Luis Pila, Ximena Duque y Flor Elena González.

## Sinopsis
Los Riquelme son dueños de uno de los bufetes más importantes de Miami. Leopoldo trabaja mano a mano junto a su padre Samuel (un malvado y manipulador hombre) para mantener en alto el prestigio de aquel escritorio de abogados. El destino caprichoso juega con Valeria y Leopoldo al ponerlos frente a frente. Ambos se enamoran irremediablemente. Valeria, en los brazos del apuesto Leopoldo, parece lista para olvidar aquel hecho terrible que la marcó.
Él le propone matrimonio y ella acepta, pero la felicidad de la joven se ve bruscamente truncada cuando aparece en escena Juan Ignacio, el hermano de Leopoldo, quien hace años atrás destruyó la vida de Valeria de una manera cruel y cobarde. También aparece la pérfida y despiadada Miroslava Montemar, quien para lograr el amor de Leo, recurre a engañar a Valeria haciéndole creer que Leopoldo fue uno de sus violadores, por lo que Valeria se decepciona de Leopoldo lo rechaza y no llegan a casarse. La maldad desenfrenada de varios personajes hará blanco en la pareja.
Un nuevo hecho brutal cambia la vida de todos, y cuando Leopoldo es acusado de un crimen, Valeria, convertida ya en una poderosa abogada, hace que el joven sea condenado a prisión a pesar de amarlo con todas sus fuerzas. El destino de ambos parece sellado por la traición y el odio. Valeria y Leopoldo caminan sobre una frágil telaraña a punto de quebrarse. La esperanza de recuperar el amor y ser felices algún día parece distante, imposible de alcanzar.

## Personajes
| Actor/Actriz        | Personaje                       |
| ------------------- | ------------------------------- |
| Alejandra Lazcano   | Valeria Hidalgo San Miguel      |
| Jorge Reyes         | Leopoldo Riquelme Santander     |
| Carolina Tejera     | Miroslava Montemar de Riquelme  |
| Bobby Larios        | David Barrios                   |
| Fernando Carrera    | Samuel Riquelme                 |
| Leonardo Daniel     | Renato Rivera                   |
| Mara Croatto        | Estrella Granados               |
| Flavio Caballero    | Alfredo Galán                   |
| Jorge Luis Pila     | Salvador Rivera                 |
| Rosalinda Rodríguez | Hilda San Miguel de Hidalgo     |
| Flor Elena González | Piedad Santander de Riquelme    |
| Claudia Reyes       | Manon Álvarez                   |
| Grettel Trujillo    | Mariela                         |
| Griselda Noguera    | Teresa                          |
| Shirley Budge       | Scarlet Zerezuela               |
| Carla Rodríguez     | Lolita                          |
| Mariana Huerdo      | Angelita Ramos                  |
| Ivelín Giro         | Jessica Anderson                |
| Eduardo Ibarrola    | Julio Hidalgo                   |
| José Antonio Cobo   | Felipe                          |
| William Colmenares  | Hugo                            |
| Carlos Caballero    | Juan Ignacio Riquelme Santander |
| Julián Gil          | Daniel Ferrari                  |
| Liana Iniesta       | Tatiana Riquelme                |
| Ximena Duque        | Ana Lucía Hidalgo               |
| Christian Carabias  | Tony Carvajal                   |
| Robert Avellanet    | Guillermo "Iguana" Tovar        |
| Alberto Quintero    | Isidro Morales                  |
| Eric Sant           | Alex Hidalgo                    |
| Melvin Cabrera      | Álvaro                          |
| Abel                | Don Exelencio                   |
| Alba Galindo        | Nancy Mistral                   |
| Ivonne Montero      | María Inmaculada Hidalgo/Coral  |
| Nury Flores         | Doña Hipólita                   |
| Dayana Garroz       | Raquel                          |
| Ezequiel Montalt    | Ángel Romero                    |